# موارد سوءاستفاده‌های جنسی در کلیسای کاتولیک

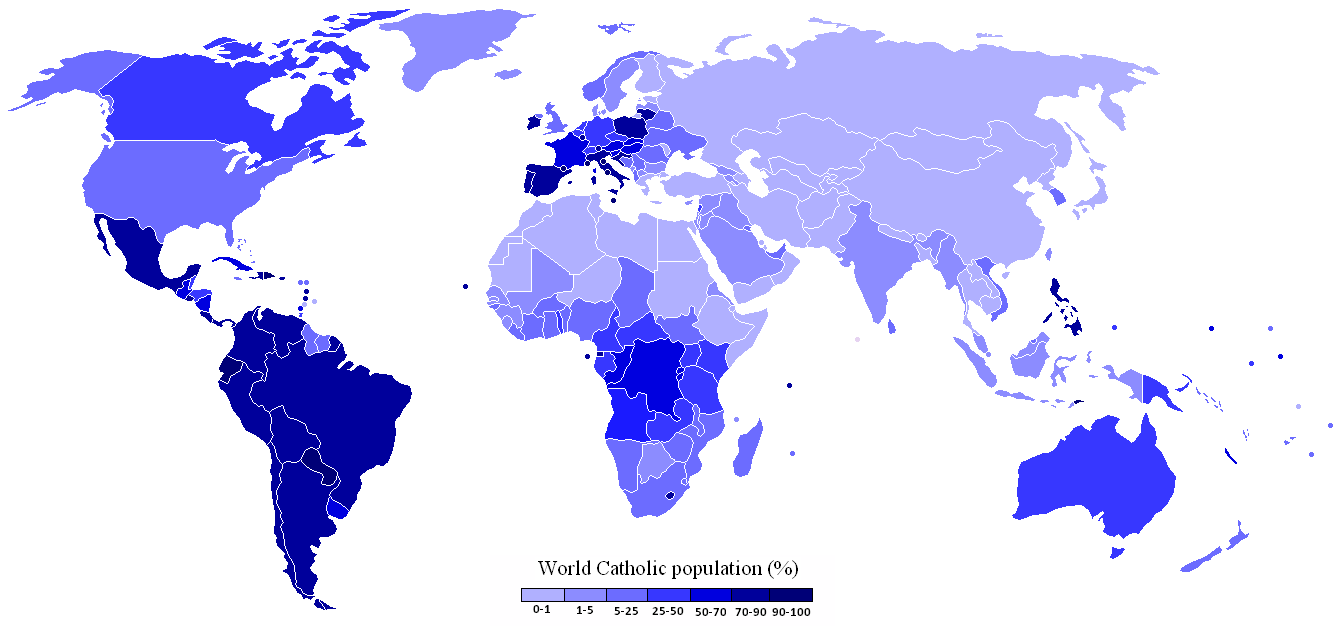
کلیسای کاتولیک - درصد هر کشور.

رسوایی‌های جنسی رهبران مذهبی به اتهام رفتارهای سوءاستفادهٔ جنسی از کودکان گفته می‌شود که از سوی روحانیون و افراد سرشناس کلیسای کاتولیک صورت گرفته‌است. تعدادی از کاتولیک‌ها در حالی‌که ازدواج برای رهبران مذهبی را ممنوع کرده‌اند اما رفتارهای خشن و هم‌جنس‌گرایی و حتی کودک‌آزاری بچه‌هایی حتی با ۳ سال سن را مرتکب شده‌اند.

## پیامدها
بر اساس مدارکی که در تاریخ ۱۶ ژانویه ۲۰۱۴ میلادی، از سوی واتیکان به کمیته صیانت از حقوق کودکان سازمان ملل متحد ارائه شد، مشخص شد که پاپ بندیکت شانزدهم، پیش از آن‌که از مقام خود کناره‌گیری کند ۳۸۴ کشیش را در سال‌های ۲۰۱۱ و ۲۰۱۲ در ارتباط با رسوایی‌های جنسی کلیسای کاتولیک، خلع‌لباس کرده بود.

## برپایه کشور

### در فرانسه
طبق تحقیقات مستقل مربوط به سوء استفاده جنسی که ۳ اکتبر ۲۰۲۱ منتشر شد، حدود ۲۱۶۰۰۰ کودک از سال ۱۹۵۰ توسط هزاران کشیش و سایر روحانیون کاتولیک فرانسوی مورد سوء استفاده جنسی قرار گرفته‌اند، پدیده ای که گفته می‌شود در این سالها مسکوت مانده بود.
رئیس کمیسیون تدوین کننده این گزارش گفت: سالها «کلیسا» به شکل بی رحمانه ای خود را نسبت به این مسئله بی‌تفاوت نشان داده بود تا از خود محافظت کند نه قربانیان سوء استفاده.
او گفت که اکثر قربانیان پسر بودند، بسیاری از آنها بین ۱۰ تا ۱۳ ساله بودند. کلیسا نه تنها اقدامات لازم را برای جلوگیری از سوء استفاده نکرد بلکه آن را گزارش هم نکرد و گاهی اوقات آگاهانه کودکان را با شکارچیان در ارتباط قرار می‌داد.
افشاگری‌ها در فرانسه آخرین مورد در ۲۰ سال گذشته‌است که کلیسای کاتولیک روم را پس از رسوایی‌های سوء استفاده جنسی در سراسر جهان، که اغلب شامل کودکان می‌شود، بیش از پیش متزلزل کرد. کلیسا تا سال ۲۰۰۰ نسبت به این مسئله بی‌تفاوت بود. و از ۲۰۱۵ نسبت به این آزارها تغییر نگرش داد.
رئیس کمیسیون رسیدگی به پرونده سوء استفاده از کودکان در کلیساها گفت: «از سال ۱۹۵۰ بین ۲۹۰۰ تا ۳۲۰۰ نفر [پدوفیل] از مردان مذهبی یا کشیش در کلیساهای کاتولیک فرانسه گزارش شدند که از کودکان سوءاستفاده می‌کردند. وی اضافه کرد که طبق سرشماری و بررسی مراجع و نهادها و شواهد، «این حداقل برآورد است».

## فیلم‌ها
از دهه ۱۹۹۰ میلادی چندین فیلم در خصوص رسوایی‌های اخلاقی و جنسی کاتولیک‌ها تهیه شده‌است از جمله:
- پسران وینسنت مقدس (۱۹۹۲ میلادی)
- ترس کهن (۱۹۹۶ میلادی)
- ترانه‌ای برای یک پسر ژنده‌پوش (۲۰۰۳ میلادی)
- تحصیلات نادرست (۲۰۰۴ میلادی)، فیلمی از پدرو آلمودوار.
- روی دیگر ایمان (۲۰۰۴ میلادی)، فیلمی از کمپانی HBO
- پدران ما (۲۰۰۵ میلادی)، فیلمی از شوتایم بر اساس کتابی از دیوید فرانس[۸]
- ما را از بدی دور کن (۲۰۰۶ میلادی)، به کارگردانی امی برگ و تولید امی برگ و فرانک دانر
- دست خدا (۲۰۰۶ میلادی)،[۹] فیلم مستند تهیه شده توسط فرانت لاین[۱۰]
- جرائم جنسی و واتیکان (۲۰۰۶ میلادی)، مستند تهیه شده برای مجموعه مستندهای پانوراما تلویزیون بی‌بی‌سی که نشان می‌دهد چه طور واتیکان سوء استفاده دینی انجام شده توسط کشیش‌ها را لاپوشانی می‌کند.[۱۱]
- شک (فیلم) بر اساس نمایشنامه اپنیومس
- میاماکزیماکولپا: خاموشی در خانه خدا (۲۰۱۲ میلادی)، مستندی از کمپانی HBO

به روز شده این فهرست را می‌توانید در این وبگاه (نسخهٔ پشتیبان) بیابید.
- کالواری (۲۰۱۴)
- اسپات‌لایت فیلمی دربارهٔ سرپوش گذاشتن کلیسا بر آزار و سوء استفاده جنسی از کودکان.
- انجمن (۲۰۱۵)

## جستارها وابسته
- سوء استفاده دینی